# Radiospongilla hozawai
Radiospongilla hozawai är en svampdjursart som först beskrevs av Sasaki 1936.  Radiospongilla hozawai ingår i släktet Radiospongilla och familjen Spongillidae. Inga underarter finns listade i Catalogue of Life.